# Mariangela Melato
Mariangela Melato, née le 19 septembre 1941 à Milan et morte le 11 janvier 2013 à Rome, est une actrice italienne.
Elle a commencé à étudier le théâtre avec Esperia Sperani. Après des années de théâtre au cours desquelles elle a travaillé avec Fantasio Piccoli (it), Dario Fo, Luchino Visconti et Luca Ronconi, elle fait ses débuts au cinéma avec Pupi Avati dans le film d'épouvante Thomas e gli indemoniati.
Le succès arrive dans les années 1970, à travers sa participation à des drames et des comédies à succès, notamment par sa collaboration artistique avec Lina Wertmüller et Giancarlo Giannini dans les comédies burlesques Mimi métallo blessé dans son honneur, Film d'amour et d'anarchie et Vers un destin insolite sur les flots bleus de l'été.
C'est au cours de cette période qu'elle a reçu la plupart de ses prix cinématographiques, notamment quatre David di Donatello de la meilleure actrice pour La poliziotta (1974), Caro Michele (1976), Qui a tué le chat ? (1977) et Aiutami a sognare (1981) et quatre autres prix spéciaux. Elle a également remporté cinq Rubans d'argent de la meilleure actrice, deux Golden Globes et un Ciak d'oro. Au théâtre, elle a remporté deux prix Ubu (it) (2002 et 2011) et deux Prix Éléonore Duse (1987, 1999) de la meilleure actrice.
Elle a toujours alterné son travail entre le cinéma et le théâtre : c'est à ce dernier qu'elle s'est davantage consacrée dans la seconde moitié de sa carrière, espaçant ses apparitions au cinéma et participant occasionnellement à  quelques feuilletons télévisés et téléfilms.
Elle est atteinte d'un cancer du pancréas et meurt à Rome le 11 janvier 2013 à l'âge de 71 ans.

## Biographie

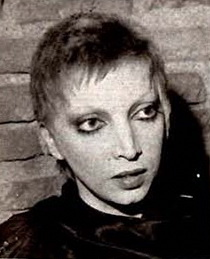
Mariangela Melato en 1972

Mariangela Caterina Melato est née en 1941 à Milan, dans le quartier de San Marco, fille d'Adolfo Melato et de Lina Fabbrica. Son père, originaire de Trieste et d'origine autrichienne (son nom d'origine était Adolf Hönig), s'installe à Milan dans les années 1930 et devient d'abord traducteur de l'allemand puis agent de la circulation. Sa mère, originaire de Milan, est une habile couturière et dirige un petit atelier à la maison qui donne du travail à une dizaine de filles. Elle a un frère et une sœur : Ermanno (né en 1939, accordéoniste) et Anna (it) (née en 1952, actrice et chanteuse).
Très jeune, elle étudie la peinture à l'Académie des beaux-arts de Brera, conçoit des affiches et travaille comme étalagiste aux grands magasins La Rinascente pour payer les cours de théâtre d'Esperia Sperani,. En 1960, alors qu'elle n'a pas encore la vingtaine, elle rejoint la compagnie de Fantasio Piccoli (it) comme accessoiriste et souffleuse, et fait ses débuts comme comédienne dans Binario cieco, de Carlo Terron (it), joué au Teatro Stabile di Bolzano (it).
De 1963 à 1965, elle travaille avec Dario Fo dans Settimo: ruba un po' meno (it) et La colpa è sempre del diavolo. En 1966, elle est engagée par Politeama Rossetti (it) à Trieste et en 1967, elle travaille avec Luchino Visconti dans La monaca di Monza (it). En 1968, elle fait sa percée définitive au théâtre dans Orlando furioso de Luca Ronconi, mais connaît également le succès dans la comédie musicale Alleluja brava gente (it) de Garinei et Giovannini (1971). Elle a joué dans l'épisode Lotta ai rumori sur la chaîne Rai 1 dans la série Vivere insieme animée par Ugo Sciascia (it).

### Les années 1970 et le succès international

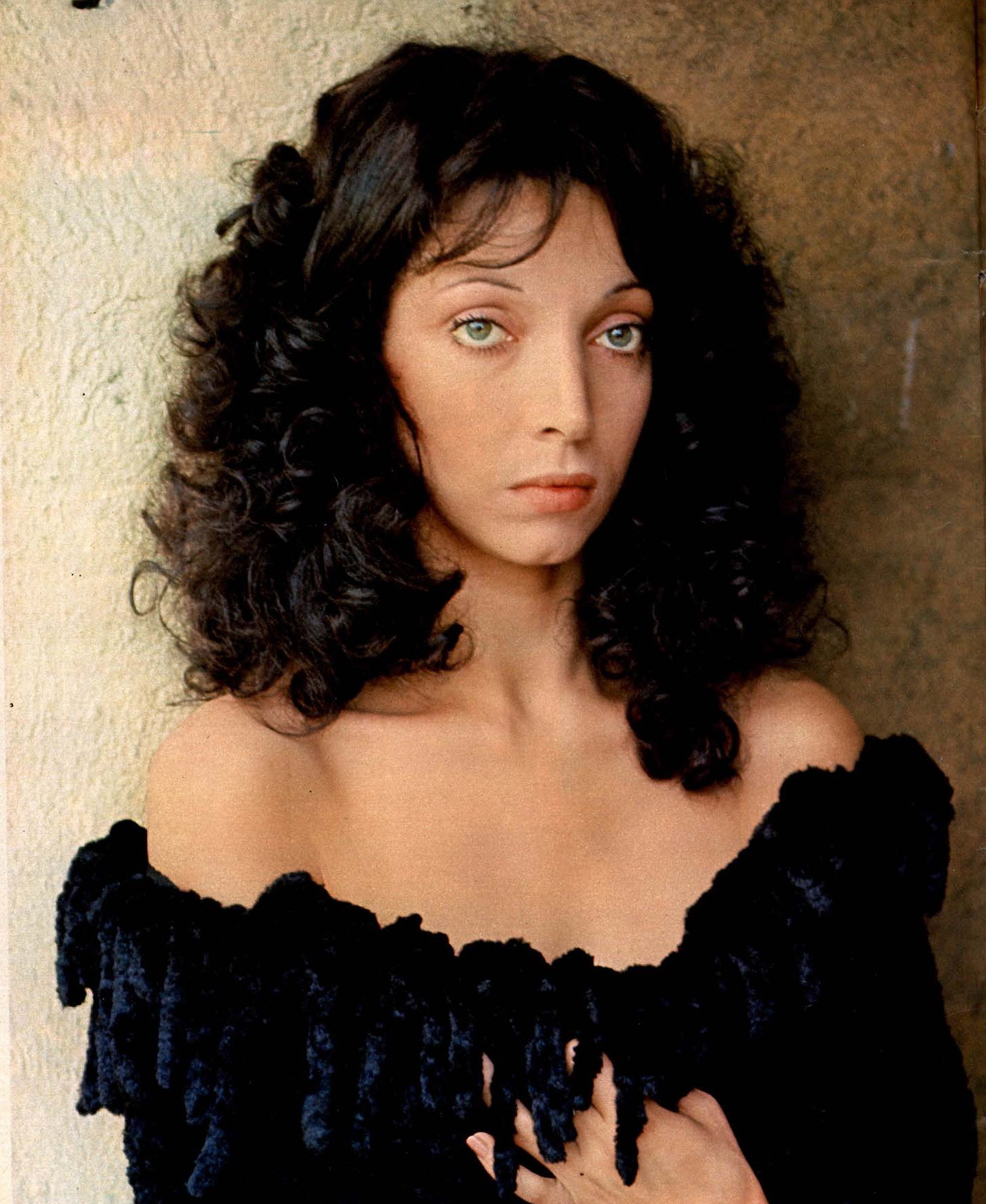
Mariangela Melato en 1974

Au cinéma, après ses débuts dans les films Thomas e gli indemoniati de Pupi Avati et Juste un gigolo de Luciano Salce en 1970, le succès arrive en 1971 avec le film Miracle à l'italienne de Nino Manfredi. Mais la véritable consécration a lieu la même année avec La classe ouvrière va au paradis d'Elio Petri. Elle y est Lidia, l'épouse de l'ouvrier Lulu (Gian Maria Volonté) qui joue dans un premier temps à l'ouvrier modèle dans son usine, pour devenir ensuite un des plus féroces grévistes après avoir perdu son doigt dans un accident de travail. Dans ce film, le travail de Lulu l'aliène jusque dans sa vie de famille avec Lidia. Pour ce rôle, Melato remporte le Ruban d'argent de la meilleure actrice.
Le succès se poursuit en 1972 avec Société anonyme anti-crime de Steno. Dans ce film réalisé en pleines années de plomb qui lancera le genre poliziottesco, le commissaire Bertone (Enrico Maria Salerno) est aux prises avec un groupe d'extrême droite qui assassinent des gangsters relâchés par la justice. Dans Lo chiameremo Andrea de Vittorio De Sica, elle et son mari (Ugo Tognazzi) font tout pour avoir un enfant malgré leur stérilité ; elle finira par avoir une grossesse nerveuse. Elle donne de nouveau la réplique à Ugo Tognazzi dans Le général dort debout de Francesco Massaro, une comédie qui fait référence au plan Solo, un projet de coup d'état militaire anticommuniste à la fin des années 1960, à la même époque que la dictature des colonels grecque.
Mais c'est surtout Lina Wertmüller qui fait d'elle l'une des plus grandes actrices des années 1970 grâce à des films tels que Mimi métallo blessé dans son honneur (1972), un film qui se classe no 3 de l'année au box-office et grâce auquel elle remporte un autre Ruban d'argent, Film d'amour et d'anarchie (1973) et Vers un destin insolite sur les flots bleus de l'été (1974), tous aux côtés de Giancarlo Giannini. Dans cette comédie bouffonne et sarcastique qui marie la lutte des classes et la lutte des sexes, Melato incarne une bourgeoise arrogante qui se retrouve coincé sur une île déserte au large de la Sardaigne avec un matelot communiste qui rage en sourdine face à tant de mépris pour les classes sociales les plus démunies. Le mépris et la haine qui les opposent se transforment bientôt en passion charnelle dévorante après un concert d’insultes et de disputes. Dans ce film au décor paradisiaque, le personnage incarné par Melato fait d'entrée de jeu une tirade cynique qui annonce le ton globalement pessimiste de l'œuvre :

« C’est merveilleux ! Un vrai paradis ! Dire que ce paradis sera bientôt recouvert de merde… Puisque nous avons imposé une fausse civilisation, nous allons tout détruire. Une fois que nous serons plus de cent millions, ce sera un vrai bonheur : la mer sera devenue un grand égout à l’air libre, une fourmilière en béton peuplée de ratés ! »

— Mariangela Melato dans le rôle de Raffaella Pavone Lanzetti
Mariangela Melato et la réalisatrice Lina Wertmüller resteront de proches amies après ce film. Il s'ensuit la comédie à l'italienne plus légère La poliziotta (1974), toujours réalisé par Steno. Melato y incarne une apprentie policière qui découvre comment tout le monde politique est un enchevêtrement de mensonges, d'escroqueries, de clientélisme et de népotisme entre les particuliers, les entreprises et l'État. Sa prestation vaut à l'actrice milanaise de remporter son premier David di Donatello de la meilleure actrice. Le succès de ce film entraînera trois autres suites plus centrées sur l'érotisme avec Edwige Fenech.
C'est à l'apogée de sa carrière que celle qui se surnommait l'« anti-diva » participe à deux films français, un petit rôle dans Par le sang des autres de Marc Simenon avec Bernard Blier et Francis Blanche et surtout le rôle de Véronique Cash dans Nada (1974) de Claude Chabrol, adapté du roman policier Nada de Jean-Patrick Manchette.

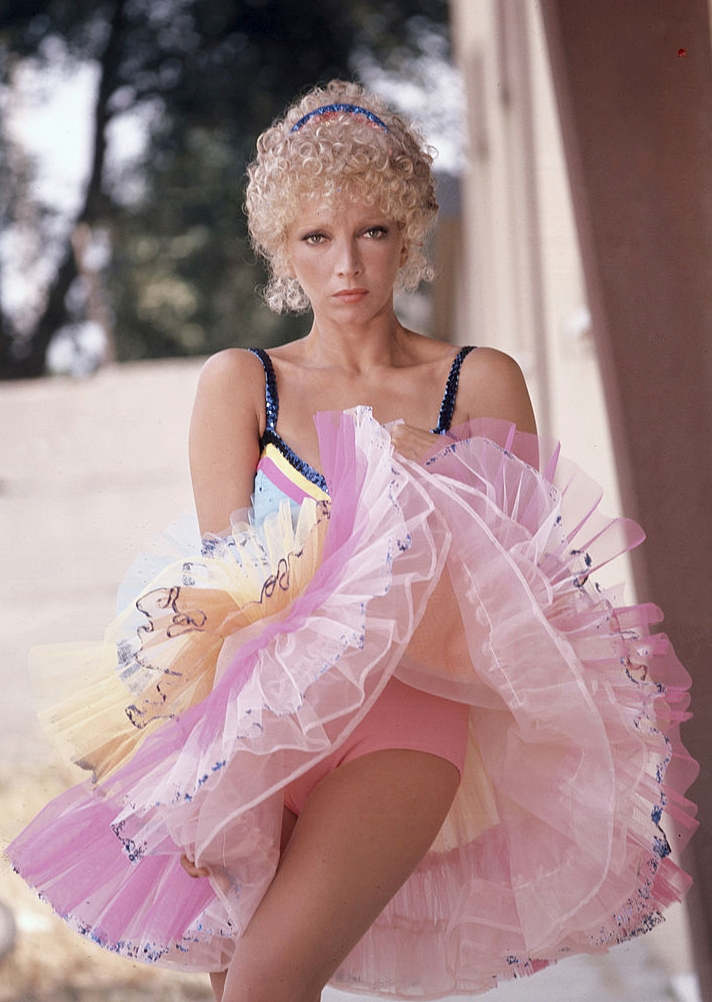
Mariangela Melato sur le plateau du film Di che segno sei? (1975)

Elle remporte un autre grand succès en salles avec le film à sketches Di che segno sei? (1975) de Sergio Corbucci, dans lequel elle partage l'affiche avec Adriano Celentano. L'année 1976, la comédie dramatique Caro Michele de Mario Monicelli lui vaut un deuxième David di Donatello et un Ruban d'argent de la meilleure actrice. La même année, elle retourne travailler avec Elio Petri pour le film Todo modo, où elle interprète l’épouse de Gian Maria Volonté en ponte de la Démocratie chrétienne. Elle côtoie également dans ce film les vedettes Marcello Mastroianni et Ciccio Ingrassia (avec qui elle a également travaillé dans Les Maffiosi (1972) de Florestano Vancini).
En 1977, elle renoue avec le succès avec le film Qui a tué le chat ? de Luigi Comencini, de nouveau face à Ugo Tognazzi. Grâce à cette prestation, elle remporte son troisième David di Donatello, et la même année, Sergio Citti lui donne l'occasion avec La Cabine des amoureux de jouer à nouveau aux côtés de Tognazzi, ainsi que de Gigi Proietti, Paolo Stoppa, Michele Placido et la jeune Jodie Foster.
Elle joue également dans La presidentessa de Luciano Salce (1977) d'après la pièce La Présidente (1912) de Maurice Hennequin et Pierre Veber. Le succès se poursuit avec Saxofone (it) de Renato Pozzetto (1978) et Une femme italienne de Giuseppe Bertolucci (1980), où elle erre dans la gare centrale de Milan. Mais c'est le mélodrame Oublier Venise de Franco Brusati (1979) qui lui procure le quatrième Ruban d'argent de la meilleure actrice.

### Les années 1980
Dans les années 80, elle revient sur le grand écran avec Il pap'occhio (1980) de Renzo Arbore, avec lequel elle entretient une longue relation amoureuse ; la même année, elle joue le rôle du général Kala, l'un des antagonistes du film Flash Gordon de Mike Hodges, puis Aiutami a sognare (1981) de Pupi Avati, pour lequel elle remporte son dernier David et son dernier Ruban d'argent. Elle joue ensuite dans Le Bon Soldat (1982), toujours de Brusati, Figlio mio, infinitamente caro... (1985), de Valentino Orsini, et Mortacci (1988), toujours de Sergio Citti.
Sa carrière reste cependant étroitement liée au monde du théâtre. Elle y aborde des personnages très engagés dans les tragédies Médée (1986) et Phèdre (1987) et dans les comédies Il caso di Alessandro e Maria (1982) de Giorgio Gaber et Sandro Luporini (it), Vêtir ceux qui sont nus de Luigi Pirandello (1990) et La Mégère apprivoisée de William Shakespeare (1992).

### Des années 1990 à sa mort

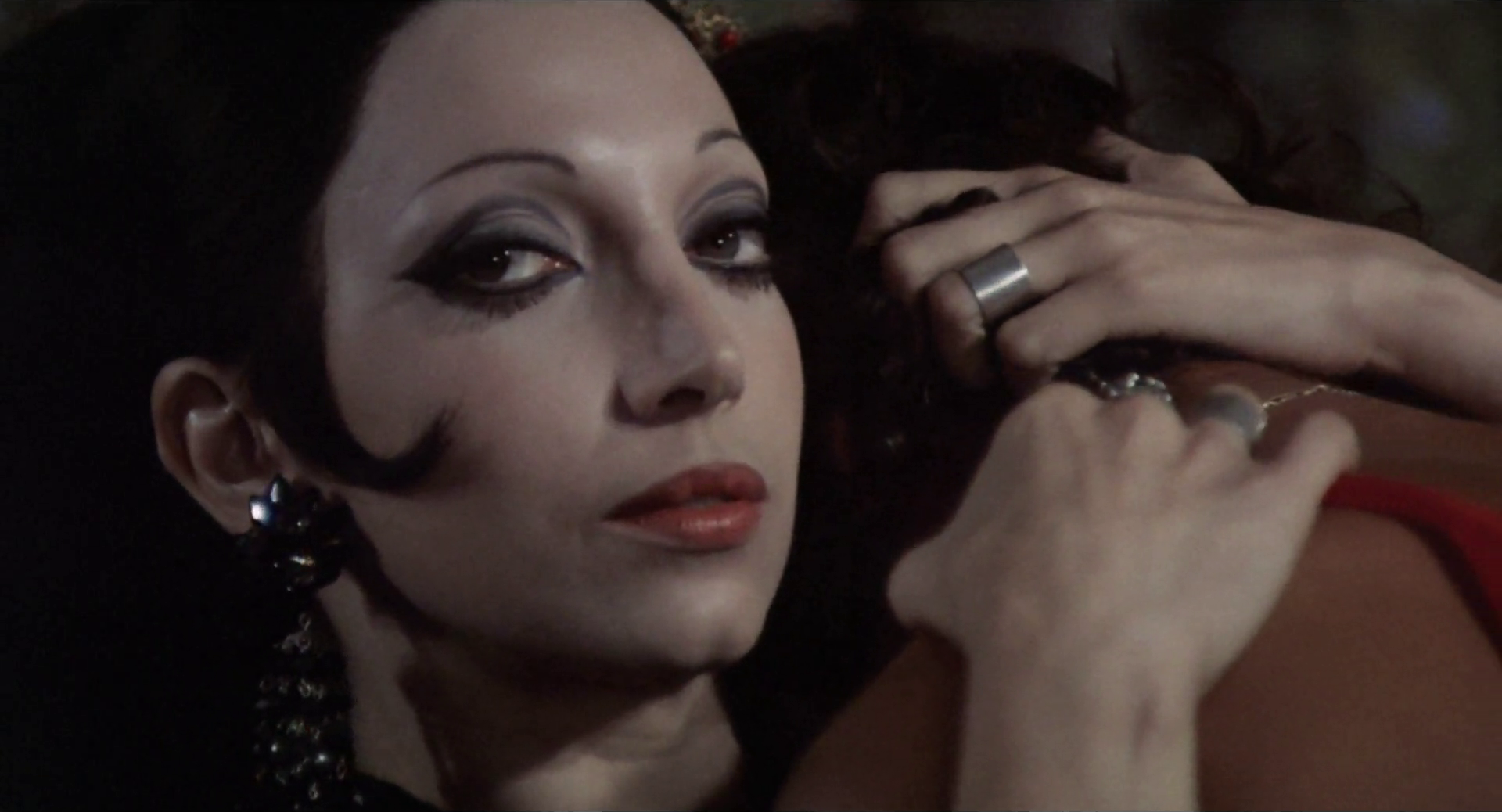
Mariangela Melato dans Juste un gigolo (1970).

Dans les années 1990 et 2000, elle a travaillé pour la télévision : Scandalo (1990), Una vita in gioco (1991), Due volte vent'anni (1995), L'avvocato delle donne (it) (1997), Rebecca, la prima moglie (it) (2008) et Filumena Marturano (2010) et poursuit son engagement théâtral, souvent en collaboration avec le Théâtre de Gênes (Le deuil sied à Électre, 1996 ; La Dame de chez Maxim, 1998 ; Phèdre, 1999 ; Un amore nello specchio (it) et Mère Courage et ses enfants, 2002 ; La centaura, 2004 ; Qui a peur de Virginia Woolf ?, 2005 ; La Douleur, 2010) ; au cinéma, elle a joué dans La fin est connue (1993) de Cristina Comencini, Panni sporchi de Mario Monicelli, Un uomo perbene (1999) de Maurizio Zaccaro et Vieni via con me (it) (2005) de Carlo Ventura, et elle a participé au documentaire de Cosimo Damiano Damato (it) sur Alda Merini, Una donna sul palcoscenico (2009), présenté lors des Journées des auteurs de la Mostra de Venise 2009, en récitant des poèmes inédits de la grande poètesse milanaise.
Compagne de l'animateur et chanteur Renzo Arbore pendant de nombreuses années, elle décède le 11 janvier 2013 dans une clinique romaine à l'âge de 71 ans d'un cancer du pancréas dont elle souffrait depuis quelque temps,. Les funérailles ont été célébrées à Rome le lendemain dans la basilique Santa Maria in Montesanto, également connue sous le nom d'église des artistes. La femme politique (Radicaux) et féministe Emma Bonino, avec laquelle l'actrice s'était ouvertement rangée à plusieurs reprises, a honoré sa mémoire dans le cimetière, d'après le souhait de Melato elle-même.
L'urne contenant les cendres de Mariangela Melato est conservée par sa sœur Anna (it).

## Filmographie

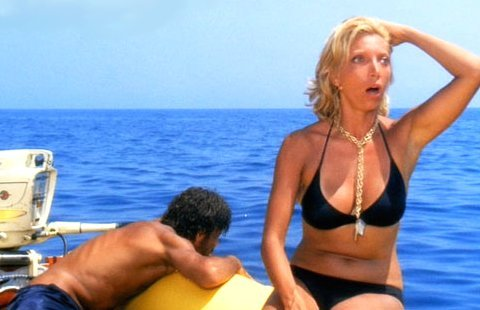
Melato dans Vers un destin insolite sur les flots bleus de l'été (1974).

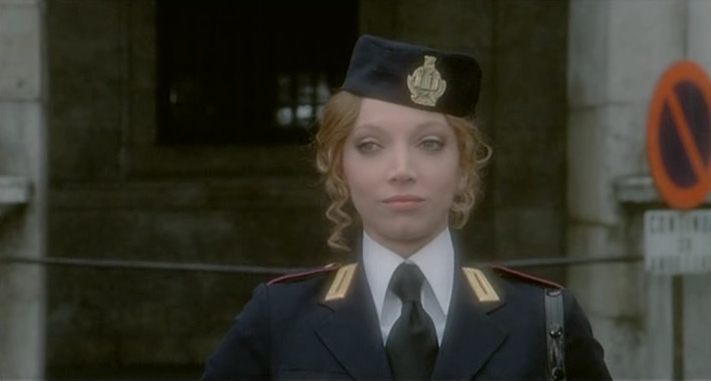
Melato dans La poliziotta (1974).

### Cinéma
- 1970 : Thomas e gli indemoniati de Pupi Avati : Zoe
- 1970 : Contestation générale (Contestazione generale) de Luigi Zampa
- 1970 : L'Invasion d'Yves Allégret : Valentina
- 1970 : Deux Trouillards en vadrouille (Io non scappo... fuggo) de Francesco Prosperi
- 1970 : Juste un gigolo (Basta guardarla) de Luciano Salce : Marisa
- 1971 : Miracle à l'italienne (Per grazia ricevuta) de Nino Manfredi : Maestrina
- 1971 : Romance (Incontro) de Piero Schivazappa : l'amie de Claudia
- 1971 : Un prêtre à marier (Il prete sposato) de Marco Vicario : la prostituée
- 1971 : Come Together (Rapporto a tre) de Saul Swimmer (en)
- 1971 : La classe ouvrière va au paradis (La classe operaia va in paradiso) d'Elio Petri : Lidia
- 1972 : Le général dort debout (Il generale dorme in piedi) de Francesco Massaro : Lola Pigna
- 1972 : Les Maffiosi (La violenza: Quinto potere) de Florestano Vancini : Rosaria Licata
- 1972 : Mimi métallo blessé dans son honneur (Mimì metallurgico ferito nell'onore) de Lina Wertmüller : Fiorella Meneghini
- 1972 : Société anonyme anti-crime (La polizia ringrazia) de Steno : Sandra
- 1972 : Lo chiameremo Andrea de Vittorio De Sica : Maria Antonazzi
- 1973 : Film d'amour et d'anarchie (Film d'amore e d'anarchia) de Lina Wertmüller : Salome
- 1974 : La poliziotta de Steno : Giovanna Abastanza
- 1974 : Par le sang des autres de Marc Simenon : la fille du maire
- 1974 : Nada de Claude Chabrol : Veronique Cash
- 1974 : Vers un destin insolite sur les flots bleus de l'été (Travolti da un insolito destino nell'azzurro mare d'agosto) de Lina Wertmüller : Raffaella Pavone Lanzetti
- 1975 : Moïse (Mosè) de Gianfranco De Bosio : Bithiah
- 1975 : Face d'espion CIA (Faccia di spia) de Giuseppe Ferrara : Tania
- 1975 : Di che segno sei? de Sergio Corbucci : Marietta, dite « Claquette »
- 1975 : L'Arbre de Guernica de Fernando Arrabal : Vandale
- 1976 : Attenti al buffone d'Alberto Bevilacqua : Giulia
- 1976 : Todo modo d'Elio Petri : Giacinta, épouse de M.
- 1976 : Caro Michele de Mario Monicelli : Mara Castorelli
- 1977 : La presidentessa de Luciano Salce : Yvette Jolifleur
- 1977 : La Cabine des amoureux (Casotto) de Sergio Citti : Giulia
- 1978 : Qui a tué le chat ? (Il gatto) de Luigi Comencini : Ofelia Pecoraro
- 1979 : I giorni cantati (it) de Paolo Pietrangeli : Angela
- 1979 : Saxofone (it) de Renato Pozzetto : Fiorenza
- 1979 : Oublier Venise (Dimenticare Venezia) de Franco Brusati : Anna
- 1980 : Une femme italienne (Oggetti smarriti) de Giuseppe Bertolucci : Marta
- 1980 : Il pap'occhio de Renzo Arbore : l'actrice écartée
- 1980 : Flash Gordon de Mike Hodges : Kala
- 1981 : Les Fesses à l'air (So Fine) d'Andrew Bergman : Lira
- 1982 : Le Bon Soldat (Il buon soldato) de Franco Brusati : Marta

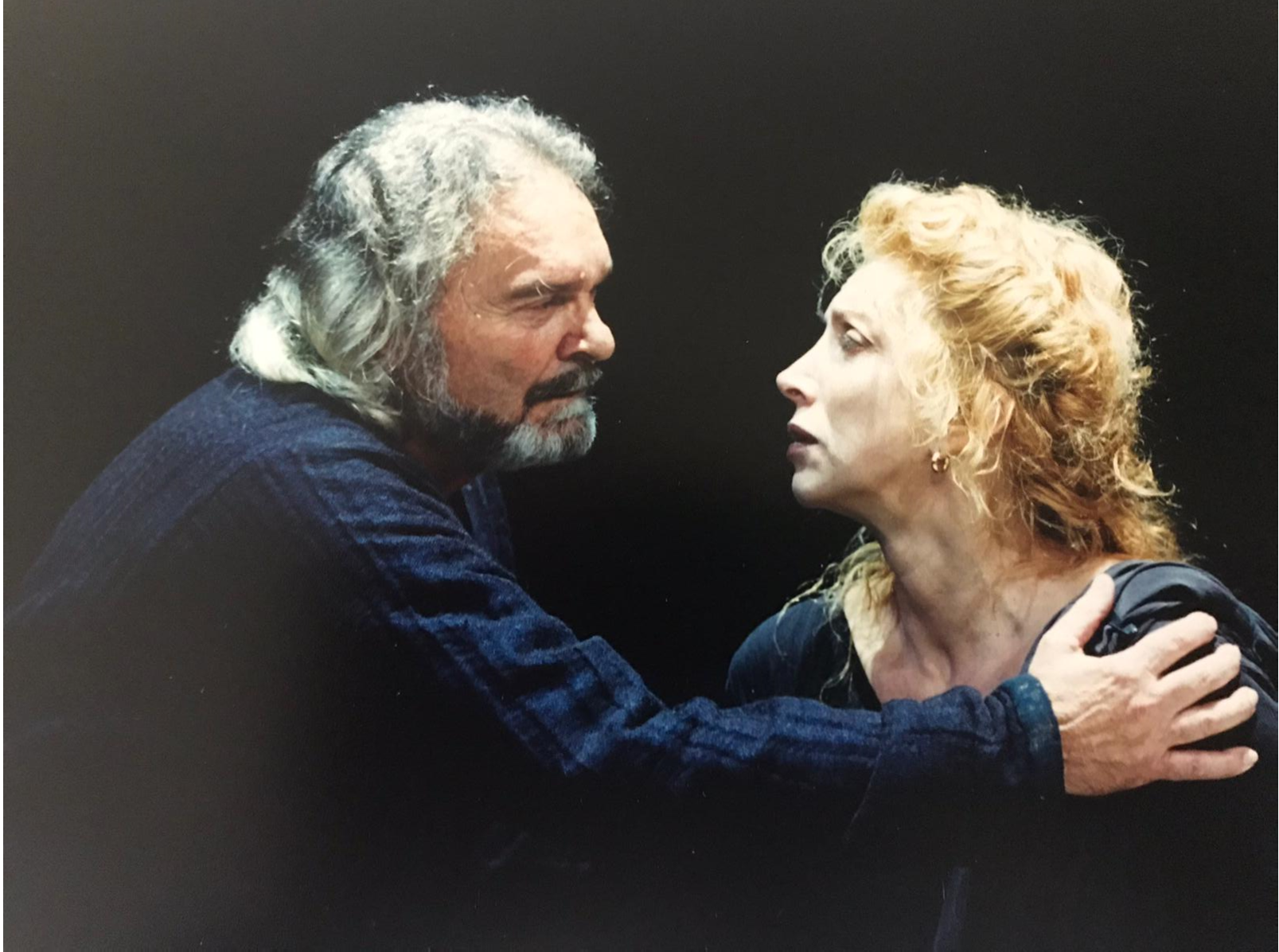
et Mariangela Melato jouant dans la pièce Phèdre en 2000.

- 1982 : Bello mio, bellezza mia de Sergio Corbucci : Armida
- 1982 : Aiutami a sognare de Pupi Avati : Francesca
- 1983 : Domani si balla! (it) de Maurizio Nichetti : Mariangela
- 1983 : Le Pétomane (Il petomane) de Pasquale Festa Campanile : Catherine
- 1985 : Segreti segreti de Giuseppe Bertolucci : Giuliana, la juge
- 1985 : Figlio mio, infinitamente caro... de Valentino Orsini : Stefania
- 1986 : Notte d'estate con profilo greco, occhi a mandorla e odore di basilico de Lina Wertmüller : Fulvia
- 1987 : Dancers (en) de Herbert Ross : la Comtesse
- 1989 : Mortacci de Sergio Citti : Jolanda
- 1993 : La fin est connue (La fine è nota) de Cristina Comencini : Elena Malva
- 1999 : Panni sporchi de Mario Monicelli : Cinzia
- 1999 : Un uomo perbene de Maurizio Zaccaro : Anna Tortora
- 2001 : L'Amour probablement (L'amore probabilmente) de Giuseppe Bertolucci : elle-même
- 2004 : L'amore ritorna de Sergio Rubini : Federica Strozzi
- 2005 : Vieni via con me (it) de Carlo Ventura : Maria Grande

### Télévision
- 1974 : Moïse, les dix commandements (Mosè) (feuilleton télé) : Princesse Bithia
- 1975 : Orestea (téléfilm, épisode Agamennone) : Cassandra
- 1975 : Orlando furioso (feuilleton télévisé)
- 1983 : Al paradise (série TV)
- 1986 : Vestire gli ignudi (TV)
- 1986 : Lulu (feuilleton TV)
- 1987 : Emma. Quattro storie di donne (TV) : Emma
- 1989 : Le Chinois (série TV) : Valeria Contini Bingham
- 1989 : Medea (TV) : Medea
- 1991 : Una vita in gioco (TV) : Marianna
- 1992 : Una vita in gioco 2 (TV) : Marianna Marini
- 1993 : Deux fois vingt ans (Due volte vent'anni) (TV)
- 1996 : L'avvocato delle donne (série TV) : Irene Salvi
- 2000 : Le Syndrome de Stockholm (La vita cambia) (TV)

## Théâtre

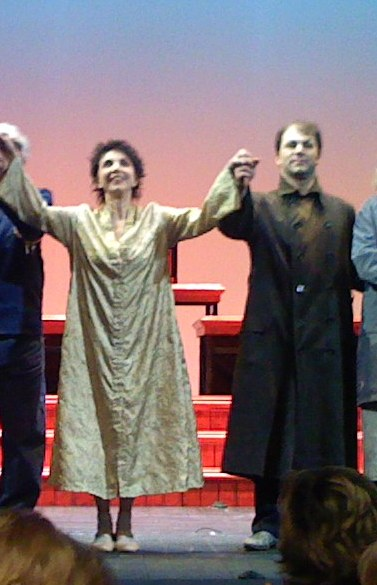
Mariangela Melato avec Fabrizio Cadeddu, au Teatro della Corte de Gênes en mars 2009.

- Settimo: ruba un po' meno (it), de Dario Fo, mise en scène de Dario Fo (1964)
- La colpa è sempre del diavolo, de Dario Fo, mise en scène de Dario Fo (1965)
- La monaca di Monza (it), de Giovanni Testori, mise en scène de Luchino Visconti (1967)
- Un debito pagato di John Osborne, mise en scène de Luigi Durissi e Edgar Devalle (1968)
- Orlando furioso, de Ludovico Ariosto, mise en scène de Luca Ronconi (1969)
- Zeami, de Masakazu Yamazaki, mise en scène de Gian Pietro Calasso (1971), Maggio Musicale Fiorentino
- Alleluja brava gente (it), de Garinei et Giovannini (1971)
- El nost Milan, de Carlo Bertolazzi, mise en scène de Giorgio Strehler. teatro lirico di Milano (1979)
- Il caso di Alessandro e Maria, de Giorgio Gaber e Sandro Luporini (1982)
- Vêtir ceux qui sont nus, de Luigi Pirandello, mise en scène de Giancarlo Sepe (1985)
- Medée, d'Euripide, mise en scène de Giancarlo Sepe (1986)
- Anna dei miracoli, de William Gibson, mise en scène de Giancarlo Sepe (1988)
- La Mégère apprivoisée, de William Shakespeare, mise en scène de Marco Sciaccaluga (1992)
- L'affare Makropoulos, de Karel Čapek, mise en scène de Luca Ronconi (1993)
- Un tram che si chiama desiderio, de Tennessee Williams, mise en scène de Elio De Capitani (1994)
- Tango barbaro di Copi, mise en scène de Elio De Capitani e Ferdinando Bruni (1995)
- Il lutto si addice ad Elettra, de Eugene O'Neill, mise en scène de Luca Ronconi. Teatro Argentina de Rome (1997)
- La Dame de chez Maxim de Georges Feydeau, mise en scène de Alfredo Arias, Teatro Stabile di Genova, 1997.
- Fedra, de Jean Racine, mise en scène de Marco Sciaccaluga (2000)
- Madre Courage e i suoi figli, de Bertolt Brecht (2002)
- Amor nello specchio (1662) de Giovan Battista Andreini, mise en scène de Luca Ronconi, Ferrara, Palazzo dei Diamanti (2002)
- Quel che sapeva Maisie, de Henry James, mise en scène de Luca Ronconi. Teatro Grassi de Milan (2002)
- Chi ha paura di Virginia Woolf?, de Edward Albee (2004)
- Sola me ne vo..., de Vincenzo Cerami, Riccardo Cassini, Mariangela Melato, Giampiero Solari, mise en scène de Giampiero Solari. Teatro Sistina di Roma (2007)
- Odio e Amo (tiré de Spoon River d'Edgar Lee Masters, Teatro del Festival della Versiliana) mise en scène de Renato Giordano (2008)
- L'anima buona del Sezuan (2008)
- Nora alla prova, adattamento da Casa di bambola di Henrik Ibsen, mise en scène de Luca Ronconi (2010)
- La Douleur, de Marguerite Duras, mise en scène de Massimo Luconi. théâtre de Gênes (2011)

## Distinctions
- David di Donatello
  - 1972 : prix spécial pour La classe ouvrière va au paradis (La classe operaia va in paradiso) et Mimi métallo blessé dans son honneur (Mimì metallurgico ferito nell'onore)
  - comme meilleure actrice principale
    - 1975 : dans La poliziotta de Steno
    - 1977 : dans Caro Michele de Mario Monicelli
    - 1978 : dans Qui a tué le chat ? (Il gatto) de Luigi Comencini
    - 1981 : dans Aiutami a sognare de Pupi Avati

  - 1984 : prix spécial
  - 1986 : Médaille d'or de la commune de Rome
  - 2000 : Targa d'or

- Ruban d'argent (Nastro d'Argento)
  - comme meilleure actrice principale
    - 1972 : dans La classe ouvrière va au paradis (La classe operaia va in paradiso)
    - 1973 : dans Mimi métallo blessé dans son honneur (Mimì metallurgico ferito nell'onore)
    - 1977 : dans Caro Michele
    - 1979 : dans Oublier Venise (Dimenticare Venezia)
    - 1981 : dans Aiutami a sognare
- Globe d'or
  - 1973 : de la meilleure actrice - révélation pour Mimi métallo blessé dans son honneur (Mimì metallurgico ferito nell'onore) de Lina Wertmüller

- 1979 : Ambrogino d'or, de la commune de Milan

- 2003 : Ordre du Mérite de la République italienne

## Crédit d'auteurs
- (it) Cet article est partiellement ou en totalité issu de l’article de Wikipédia en italien intitulé « Mariangela Melato » (voir la liste des auteurs).